# 拉塞爾 (麻薩諸塞州)
拉塞爾（英語：Russell）是一個位於美國麻薩諸塞州漢登縣的鎮。

## 人口
根據2020年美國人口普查的數據，拉塞爾的面積為46.00平方千米，當中陸地面積為44.90平方千米，而水域面積為1.10平方千米。當地共有人口1643人，而人口密度為每平方千米36人。